# Манро, Роберт, 18-й барон Фоулис
Полковник Роберт Манро из Фоулиса, также известный как «Черный барон» (англ. Robert Munro, 18th Baron of Foulis; ? — апрель 1633) — шотландский дворянин и военный, традиционно был 18-м бароном Фоулисом. Он был солдатом удачи, который служил в Германии под знаменами короля Швеции Густава Адольфа. Неизвестно, как он получил своё прозвище «Черный барон», но, вполне возможно, это было из-за цвета его волос, а не из-за какой-либо предполагаемой воинской свирепости. Хотя этот Роберт Манро традиционно является 18-м бароном и 21-м общим главой клана Манро, он является только 11-м вождем Манро, что может быть доказано современными свидетельствами.

## Другие Манро
Роберта Манро, 18-го барона Фоулиса, часто путают со своим более знаменитым двоюродным братом Робертом Монро из ветви клана Манро из Обсдейла того же клана, который умер где-то около 1680 года а также служил в шведской армии в этот период, написав знаменитую историю о своих подвигах. Это, пожалуй, простительно, поскольку во время Тридцатилетней войны 1618—1648 годов в шведской армии было целых 27 полевых офицеров и 11 капитанов с фамилией «Манро».

## Молодость в Шотландии
Будучи ещё очень молодым, в 1603 году Роберт стал 18-м бароном Фулиса, после смерти своего отца Гектора Манро, 17-го барона Фоулиса. Будучи несовершеннолетним, он по разрешению и специальному ордеру короля Шотландии Якова VI от 8 января 1608 года служил наследником мужского пола и обеспечивал своему отцу все земли Истер-Фоулиса.
24 ноября 1610 года Роберт Манро женился на Маргарет Сазерленд, дочери Уильяма Сазерленда, 9-го Даффуса (? — 1616).
На заседании Тайного совета, состоявшемся 27 марта 1612 года, поручение было предоставлено Роберту Манро из Фоулиса вместе с другими, включая Александра Гордона, брата Джона Гордона, 13-го графа Сазерленда, Джона Манро из Лемлера, Джорджа Манро из Тарлоги и Эндрю Манро из Новара за задержание двух мужчин, обвиненных в краже у Джорджа Манро из Таррелла и привлечении предполагаемых воров к Совету для передачи в суд для суда.
Роберт получил ещё одно поручение вместе с графом Сазерлендом и другими 15 марта 1614 года, чтобы задержать трех человек по настоянию Уильяма Сазерленда из Даффуса за убийство некоего Дональда Ангуса Гэрсона, который не предстал перед судом в назначенный день ответить на предъявленное им обвинение. Убийцы были схвачены и преданы суду.
Во время правления Роберта Манро во главе своего клана между Джоном Гордоном, 13-м графом Сазерлендом (глава клана Сазерленд) и Джорджем Синклером, 5-м графом Кейтнесс (глава клана Синклер), возникла вражда, вызванная охотой последнего на землях первого. Роберт Манро, связанный с Сазерлендами узами брака, послал несколько человек из своего клана, чтобы поддержать графа Сазерленда. Клан Маккей и Маклауды из Ассинта также помогали Сазерлендам. Граф Кейтнесс собрал свои силы и двинулся в Сазерленд, однако, услышав о большой армии, которая противостояла ему, он отправил гонцов в Сазерленд с предложениями мирного урегулирования. Его предложения о мире были отклонены, и на следующее утро ему пообещали бой. Армия графа Сазерленда выстроилась в линию, состоящая из Маккеев на левом крыле, Сазерлендов в центре и Манро и Маклаудов на правом крыле. Когда они продвигались вперед, люди графа Кейтнесса бежали, а мунро вернулись домой, не вступив в бой, как говорят, к их разочарованию.
Говорят, что у Роберта Манро были дорогостоящие привычки, и к 1618 году он настолько обеднел, что ему пришлось передать свое имущество своему родственнику Саймону Фрейзеру, 6-му лорду Ловату, главе клана Фрейзеров из Ловата, который остался во владении баронства Фоулис в течение нескольких лет.

## Солдат удачи
В июне 1626 года Роберт Манро присоединился к шотландскому полку Дональда Маккея, 1-го лорда Рея (1591—1649), который в то время набирался на датскую службу, в основном в Шотландском нагорье. Действия этого подразделения хорошо задокументированы в знаменитой «Истории полка Маккея», написанной его двоюродным братом Робертом Монро из Обсдейла и опубликованной в 1637 году.

## На шведской службе

### Осада Штральзунда
Роберт Манро из Фоулиса быстро продвигался по служебной лестнице, дослужившись до капитана, затем до майора и, наконец, до подполковника шотландского полка Маккея. В 1628 году датчане отправили несколько шотландских полков, в том числе полки лорда Спайни и Дональда Маккея (включая роту Манро), для участия в битве при Штральзунде. Под датским руководством с полком обращались позорно, его часто заставляли ночевать на улице. Когда в июле Александр Лесли прибыл из Померании с большим количеством шотландских, шведских и немецких добровольцев, он также получил должность губернатора города. Он стремился показать свое восхищение своими соотечественниками и объединил тех, кого он привел из Швеции, в единую боевую силу с шотландцами, уже находившимися в городе. Он использовал смешанный контингент Хайленда и Лоуленда в эффектной атаке на врага, которая, наконец, прорвала осаду. Как записал Роберт Монро:
Сэр Александр Лесли, назначенный губернатором, решил во имя своих соотечественников напасть на врага и возжелал воздать должное только своей нации, что стало его первым эссе в этом городе.
Офицер Манро с гордостью записал, что при защите Штральзунда в 1628 году один из его людей по имени Мак-Виттих «проявил доблесть, как меч, не опасаясь ничего, кроме дискредитации».
Однако датское вмешательство в Тридцатилетнюю войну не увенчалось успехом, датский король Кристиан IV заключил мир, и в 1629 году полк Маккея, включая роту Роберта Манро, был повторно нанят королем Швеции Густавом Адольфом.

### Замок Блок
В июле 1631 года Роберт Манро из Фоулиса в одиночку со своим собственным полком штурмовал и овладел укрепленным замком Блок в Мекленбурге, направляясь присоединиться к шведской армии в Вербене.

### Битва при Брайтенфельде
В 1631 году шотландские бригады главной шведской (королевской) армии двинулись к Лейпцигу, в то время как другие шотландские и английские части служили вместе с Джеймсом 3-м маркизом Гамильтоном во вспомогательном британской войске, охранявшей тыл шведской армии. Знаменитая битва при Брейтенфельде (также известная как битва при Лейпциге) произошла недалеко от Лейпцига в сентябре того же года. Тилли потерпел поражение от Густава Адольфа и Манро, которые своей последней атакой больше всего способствовали победе шведской армии. Сэр Джеймс Рэмзи командовал шотландским авангардом, а затем, 7 сентября, «после того, как мы рано утром, когда жаворонок начал выглядывать, вручил себя и события дня Богу», началась великая битва. В то время как имперская кавалерия рассеяла саксов на левом фланге, шотландцы стояли твердо, впервые стреляя взводами. Хепберн построился каре и, когда австрийцы подошли достаточно близко, заставил своих победоносных копейщиков двинуться вперед. Тем временем «Маккеи» лорда Рея и горцы Манро добились одинакового успеха.

### Битва при Лютцене
К концу 1631 года Роберт Манро ненадолго вернулся домой, на родину, но не задержался надолго, так как вскоре вернулся на войну в Европу. Впоследствии он принял участие в битве при Лютцене (1632 г.), где Манро снова одержали победу . В битве авангард возглавлял Роберт Манро из Фоулиса.
Успешная военная карьера Роберта Манро вскоре подошла к концу, когда во время одной из многочисленных стычек Тридцатилетней войны он был ранен мушкетной пулей в правую ногу при форсировании реки Верхний Дунай со шведскими войсками. Его доставили в Ульм, Германия, где ему перевязали рану. Однако вскоре он заболел легкой лихорадкой и умер в марте 1633 года в возрасте около сорока четырёх лет.
В Ульме губернатором был сэр Патрик Рутвен, а Роберт Манро жил в доме парикмахера и хирурга по имени Майкл Ритмюллер. С разрешения магистратов Роберт был похоронен во францисканской церкви или «Barfüsserkirche», где также были вывешены его штандарт, доспехи и шпоры. Магистр Бальтазар Кернер произнес надгробную проповедь 29 апреля 1633 года.

## Семья и потомки
Роберт Манро, 18-й барон Фоулис, женился сначала на Маргарет, дочери Уильяма Сазерленда, 9-го Даффуса, который происходил от Николаса, второго сына Кеннета, 4-го графа Сазерленда. С Маргарет у него был один ребёнок, дочь, также названная Маргарет, которая вышла замуж за Кеннета Маккензи, 1-го из Скэтвелла .
Роберт Манро женился вторым браком, до 1624 года в Лондоне, на Мэри Хейнс, английской леди, с которой у него также был один ребёнок, дочь по имени Элизабет, родившаяся в 1632 году . По данным Университета Сент-Эндрюса, Роберт женился в третий раз на Марджори Макинтош, дочери Лаклана Мора Макинтоша, 16-го из Макинтоша, который также был обозначен как «из Даначтона». Это согласуется с рассказом историка XIX века Александра Макинтоша-Шоу о том, что дочь Лахлана Мора Макинтоша, Марджори, вышла замуж за Манро из Фоулиса.
Роберта Манро сменил его брат, сэр Гектор Манро, 1-й баронет из Фоулиса (? — 1635), которого король Англии Карл I Стюарт сделал «баронетом» в 1634 году. Гектор Манро продолжал командовать старым пехотным полком своего брата в Германии, но подразделение было расформировано очень скоро после этого.